# Søren Colding
Søren Colding (Frederiksberg, 2 de setembro de 1971) é um ex-futebolista dinamarquês. Jogava como lateral-direito.

## Carreira
Iniciou sua carreira em 1991, no BK Frem. Destacou-se ao atuar no Brøndby, tradicional equipe de seu país, entre 1993 e 2000 (194 partidas e 18 gols marcados) e também no futebol alemão, representando o VfL Bochum entre 2000 e 2006, quando se aposentou.

## Seleção
Jogou também pela Seleção Dinamarquesa, onde estreou em 1996. Foi convocado para a Copa de 1998 e a Eurocopa de 2000, sendo que o lateral-direito disputou a maioria de seus 27 jogos pela seleção neste período. Não-convocado para a Copa de 2002, Colding realizou sua última partida pela seleção contra a Espanha, em março de 2004.

## Títulos
Brondby
- Danish Superliga: 1995–96, 1996–97, 1997–98
- Danish Cup: 1997–98